# الکس دومینگز
الکس دومینگز (انگلیسی: Aleix Domínguez؛ زادهٔ ۲۸ آوریل ۱۹۹۲) بازیکن فوتبال اهل اسپانیا است.
از باشگاه‌هایی که در آن بازی کرده‌است می‌توان به باشگاه فوتبال سابادل اشاره کرد.